# برازوس بند (تگزاس)
برازوس بند، تگزاس(به انگلیسی: Brazos Bend, Texas) شهری در ایالت تگزاس از ایالات جنوبی ایالات متحده آمریکا است.